# Tephrosia apollinea
Tephrosia apollinea är en ärtväxtart som först beskrevs av Alire Raffeneau Delile, och fick sitt nu gällande namn av Dc.. Tephrosia apollinea ingår i släktet Tephrosia och familjen ärtväxter. Inga underarter finns listade i Catalogue of Life.

## Bildgalleri

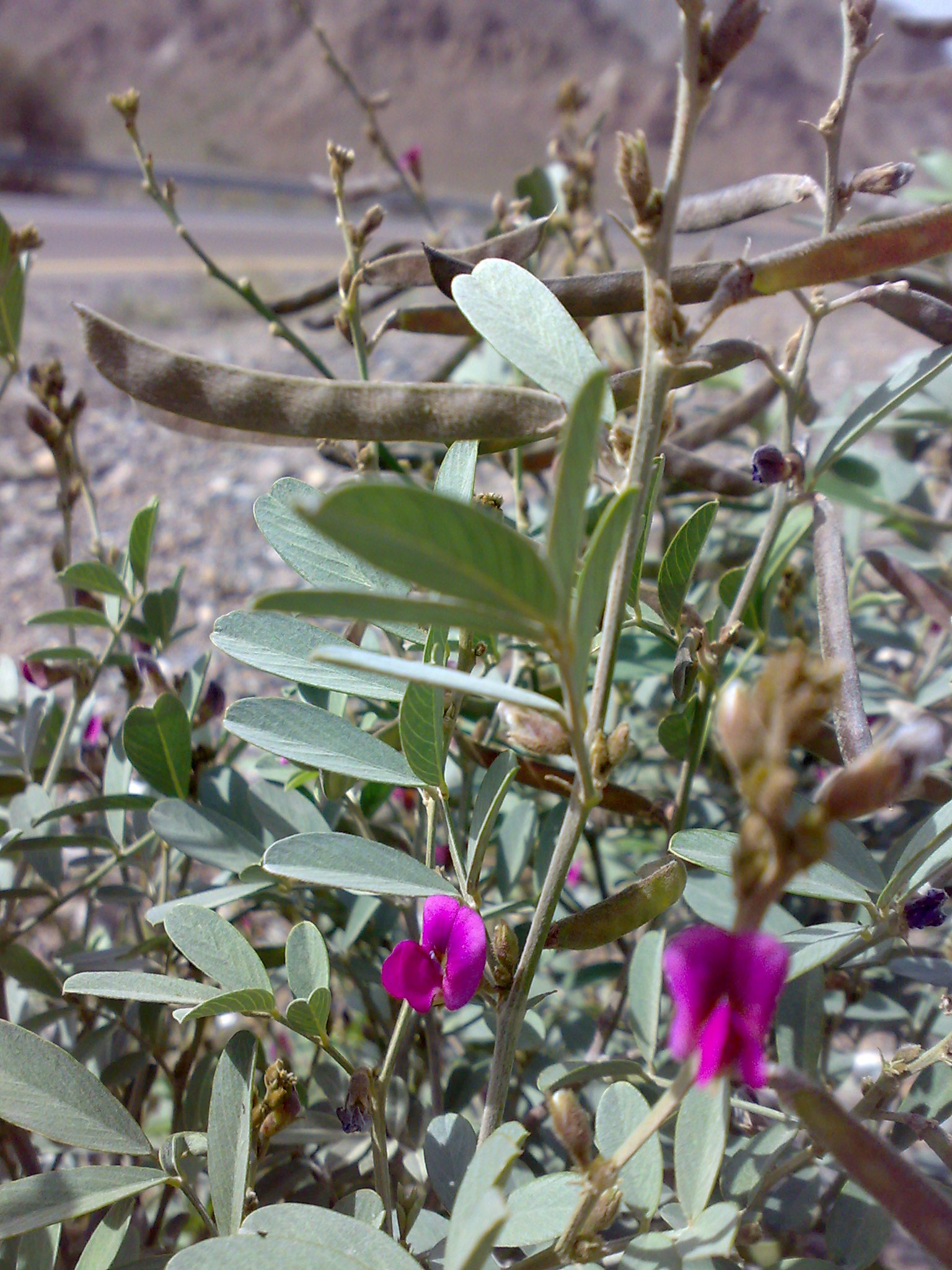
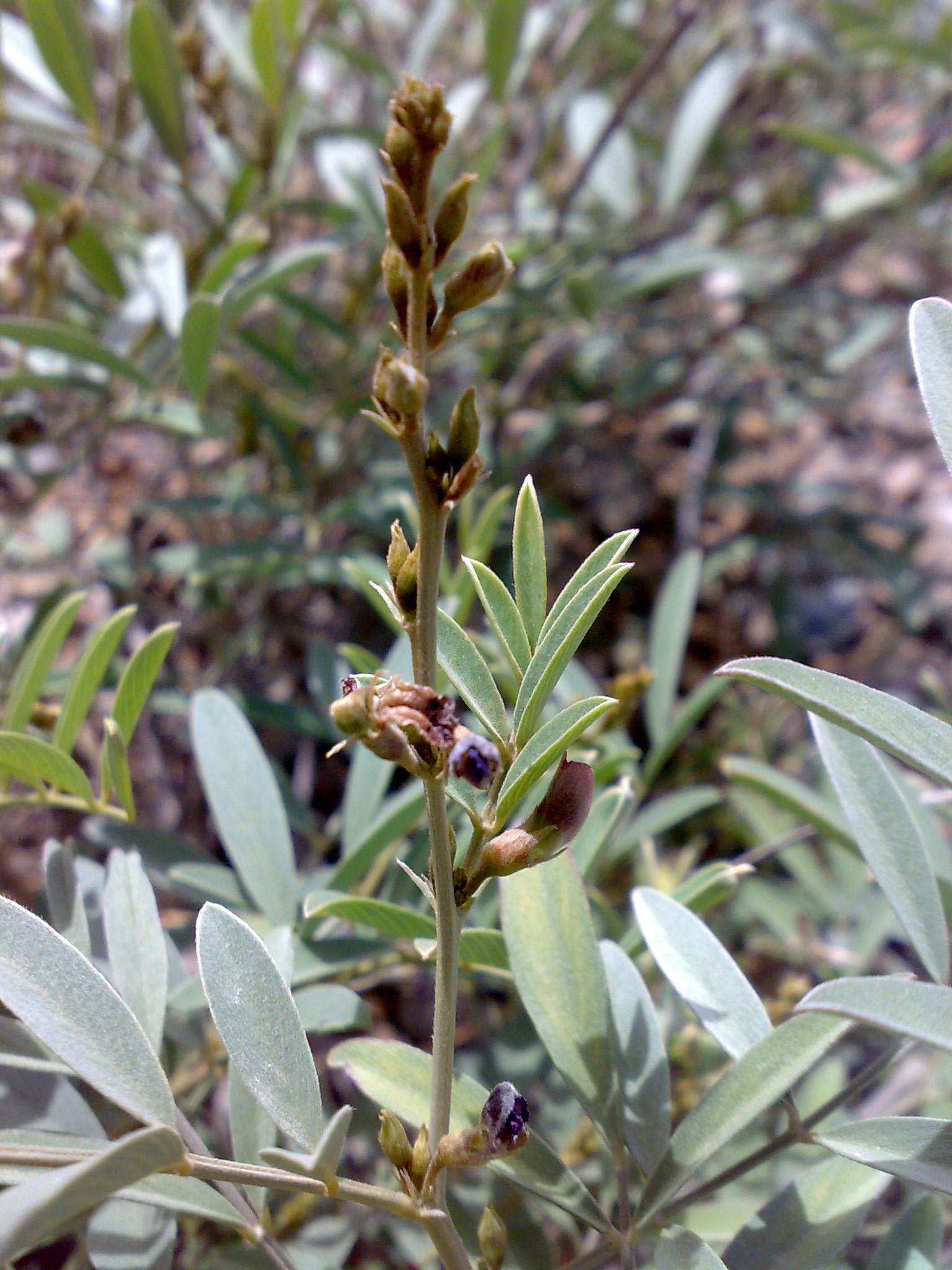